# Abdálrazák Hamdállah
Abdálrazák Hamdállah (Szafi, 1990. december 17. –) marokkói válogatott labdarúgó, a szaúd-arábiai es-Sabáb csatárja.

## Pályafutása

### Klubcsapatokban
Hamdállah a marokkói Szafi városában született. Az ifjúsági pályafutását az Olympic Safi akadémiájánál kezdte.
2010-ben mutatkozott be az Olympic Safi felnőtt keretében. 2013-ban a norvég első osztályban szereplő Aalesund szerződtette. A 2013-as szezonban 27 mérkőzésen elért 15 góljával a második helyet érte el a góllövőlistán Frode Johnsen után. 2014-ben a kínai Kuangcsou Cityhez igazolt. 2015 és 2021 között a katari El-Dzsais és Al-Raján, illetve a szaúd-arábiai en-Naszr csapatát erősítette. 2022. január 2-án kétéves szerződést kötött az el-Áttihád együttesével.
2024. július 23-án az es-Sabáb csapatába igazolt.

### A válogatottban
Hamdállah az U23-as korosztályú válogatottban is képviselte Marokkót.
2012-ben debütált a felnőtt válogatottban. Először a 2012. február 29-ei, Burkina Faso ellen 2–0-ra megnyert mérkőzésen lépett pályára. Első válogatott gólját 2013. június 8-án, Tanzánia ellen 2–1-es győzelemmel zárult VB-selejtezőn szerezte meg.

## Statisztikák
2023. augusztus 24. szerint
| Klub           | Szezon   | Osztály                    | Bajnokság | Bajnokság | Kupa  | Kupa | Nemzetközi | Nemzetközi | Egyéb | Egyéb | Összesen | Összesen |
| Klub           | Szezon   | Osztály                    | Meccs     | Gól       | Meccs | Gól  | Meccs      | Gól        | Meccs | Gól   | Meccs    | Gól      |
| -------------- | -------- | -------------------------- | --------- | --------- | ----- | ---- | ---------- | ---------- | ----- | ----- | -------- | -------- |
| Aalesund       | 2013     | Tippeligaen                | 27        | 15        | 1     | 1    | —          | —          | —     | —     | 28       | 16       |
| Kuangcsou City | 2014     | Kínai Szuperliga           | 22        | 22        | 0     | 0    | —          | —          | —     | —     | 22       | 22       |
| Kuangcsou City | 2015     | Kínai Szuperliga           | 10        | 3         | 0     | 0    | 6          | 1          | 0     | 0     | 16       | 4        |
| Kuangcsou City | Összesen | Összesen                   | 32        | 25        | 0     | 0    | 6          | 1          | 0     | 0     | 38       | 26       |
| El-Dzsais      | 2015–16  | QSL                        | 23        | 21        | 0     | 0    | 8          | 5          | —     | —     | 31       | 26       |
| Al-Raján       | 2017–18  | QSL                        | 20        | 18        | 0     | 0    | 5          | 3          | —     | —     | 25       | 21       |
| en-Naszr       | 2018–19  | Szaúdi Professional League | 26        | 34        | 4     | 14   | 5          | 4          | —     | —     | 35       | 42       |
| en-Naszr       | 2019–20  | Szaúdi Professional League | 27        | 29        | 5     | 5    | 7          | 7          | 1     | 1     | 40       | 42       |
| en-Naszr       | 2020–21  | Szaúdi Professional League | 21        | 14        | 3     | 1    | 8          | 5          | 1     | 1     | 33       | 21       |
| en-Naszr       | Összesen | Összesen                   | 74        | 77        | 12    | 20   | 20         | 16         | 2     | 2     | 108      | 115      |
| el-Áttihád     | 2021–22  | Szaúdi Professional League | 13        | 12        | 2     | 1    | –          | –          | –     | –     | 15       | 13       |
| el-Áttihád     | 2022–23  | Szaúdi Professional League | 26        | 21        | 3     | 1    | –          | –          | 2     | 3     | 31       | 25       |
| el-Áttihád     | 2023–24  | Szaúdi Professional League | 3         | 4         | 0     | 0    | —          | —          | 3     | 1     | 6        | 5        |
| el-Áttihád     | Összesen | Összesen                   | 42        | 37        | 5     | 2    |            |            | 5     | 4     | 52       | 43       |
| Összesen       | Összesen | Összesen                   | 275       | 223       | 37    | 38   | 38         | 25         | 7     | 6     | 355      | 292      |

### A válogatottban
| Válogatott | Év       | Pályára lépés | Gól |
| ---------- | -------- | ------------- | --- |
| Marokkó    | 2012     | 2             | 0   |
| Marokkó    | 2013     | 5             | 1   |
| Marokkó    | 2014     | 5             | 5   |
| Marokkó    | 2015     | 4             | 0   |
| Marokkó    | 2019     | 1             | 0   |
| Marokkó    | 2022     | 5             | 0   |
| Marokkó    | 2023     | 2             | 0   |
| Összesen   | Összesen | 24            | 6   |

#### Góljai a válogatottban
| # | Időpont            | Helyszín                              | Ellenfél                  | Gólok | Eredmény | Kiírás               |
| - | ------------------ | ------------------------------------- | ------------------------- | ----- | -------- | -------------------- |
| 1 | 2013. június 8.    | Stade de Marrakech, Marrákes, Marokkó | Tanzánia                  | 1–0   | 2–1      | 2014-es VB-selejtező |
| 2 | 2014. október 9.   | Stade Ibn Batouta, Tanger, Marokkó    | Közép-afrikai Köztársaság | 1–0   | 4–0      | Barátságos mérkőzés  |
| 3 | 2014. október 9.   | Stade Ibn Batouta, Tanger, Marokkó    | Közép-afrikai Köztársaság | 2–0   | 4–0      | Barátságos mérkőzés  |
| 4 | 2014. október 9.   | Stade Ibn Batouta, Tanger, Marokkó    | Közép-afrikai Köztársaság | 4–0   | 4–0      | Barátságos mérkőzés  |
| 5 | 2014. november 13. | Stade Adrar, Agadir, Marokkó          | Benin                     | 2–0   | 6–1      | Barátságos mérkőzés  |
| 6 | 2014. november 13. | Stade Adrar, Agadir, Marokkó          | Benin                     | 5–1   | 6–1      | Barátságos mérkőzés  |

## Sikerei, díjai
Egyéni
- AFC-bajnokok ligája gólkirálya: 2020
- A szaúdi első osztály gólkirálya: 2019, 2020, 2023
- A katari első osztály gólkirálya: 2016